# Telsen megye
Telsen egy megye Argentínában, Chubut tartományban. A megye székhelye Telsen.

## Települések
A megye a következő nagyobb településekből (Localidades) áll:
- Gan Gan
- Telsen

Kisebb települései (Parajes):
- Chacay Oeste
- Colonia Agricola Sepaucal
- Tres Banderas
- Laguna Fria
- Bajada del Diablo
- Sierra Chata
- Mallin Grande